# Polyosmoideae
Polyosmoideae, potporodica eskalonijevki, dio reda  Escalloniales. Sastoji se od 4 roda, a tipični je Polyosma iz tropske Azije i jugozapadnog Pacifika.
Opisana je u Traité Général Bot.: 262. Jan-Apr 1868

## Rodovi
1. Subfamilia Polyosmoideae  Le Maout & Decne.
  1. Anopterus Labill. (2 spp.)
  2. Polyosma Blume (90 spp.)
  3. Tribeles Phil. (1 sp.)
  4. Rayenia Menegoz & A. E. Villarroel (1 sp.)